# Helvibotys sinaloensis
Helvibotys sinaloensis là một loài bướm đêm trong họ Crambidae.